# Elphinstonia tomyris
Elphinstonia tomyris är en fjärilsart som först beskrevs av Hugo Theodor Christoph 1884.  Elphinstonia tomyris ingår i släktet Elphinstonia och familjen vitfjärilar. Inga underarter finns listade i Catalogue of Life.